# BMP–3
A BMP–3 (oroszul: БМП – Боевая Машина Пехоты [Bojevaja masina Pehoti]; magyarul: gyalogsági harcjármű) a Szovjetunióban kifejlesztett úszóképes gyalogsági harcjármű.

## Gyártás
A BMP–3 vagy Objekt 688M tervezetét az 1975-ben fejlesztett Objekt 685 könnyű harckocsi prototípusig lehet visszakövetni, amely egy 100 mm-es 2A48–1 típusú ágyúval volt felszerelve. Ez a jármű nem került sorozatgyártásra, de a harckocsitestet új motorral ellátva felhasználták egy következő generációs gyalogsági harcjárműhöz, az Objekt 688-hoz. Az Objekt 688 fegyverzetét – kívülre felszerelt 30 mm-es gépágyú és két darab Konkursz páncéltörő rakéta-indító – nem találták megfelelőnek, ehelyett az új 2K23 jelű fegyverrendszert választották. Az eredményként létrejött BMP–3 harcjárművet az 1980-as évek elején fejlesztették ki, majd hivatalosan 1987-ben került rendszeresítésre a Szovjet Hadseregben. A nyilvánosság előtt először az 1990-es májusi parádén mutatták be. A NATO-kódja az IFV M1990/1 lett.
A BMP–3-at a Kurganmaszavod (Kurgani Gépgyár) tervezte és gyártja, azonban néhány változatot a Rubcovszki Gépgyár (RMZ) állított elő, ilyen például a BRM–3K.
2015 májusában az orosz védelmi minisztérium aláírt egy három éves szerződést, amely részeként több száz BMP–3 harcjárművet rendelt páncélozott ereje fenntartásának érdekében, amíg a jármű váltótípusa, a Kurganyec–25 fejlesztése be nem fejeződik. A BMP–3 sorozatgyártása alatt 1500 különféle változtatást hajtottak végre a jármű tervezetén. A szerződést 2017-ben teljesítették. 2018-2019 között további 200 BMP érkezett, 2020-2021 között pedig újabb 168 jármű gyártását tervezték megnövelt páncélvédelemmel.
Az Army 2017 kiállításon az orosz védelmi minisztérium aláírta a Bumerang–BM toronnyal felszerelt BMP–3 gyalogsági harcjárművek első, meg nem határozott számú szállítására vonatkozó szerződést. 2021 szeptemberében részt vett a „Zapad” (Nyugat) orosz-fehérorosz nagyszabású gyakorlaton.

## Tervezet

### Fegyverzet és irányzékok
A BMP–3 eredeti változatának tornya egy alacsony sebességű 2A70 100 mm-es huzagolt ágyúval van felszerelve, amely hagyományos lövedékeket vagy 9M117 Basztyion (AT–10 Stabber) irányított páncéltörő rakétákat képes kilőni. A fegyverzet részét képezi még egy 2A72 30 mm-es kettős töltésű gépágyú 500 darab (300 darab HEI/High Explosive Incendiary – nagy robbanóerejű gyújtó és 200 darab APT/Armor Piercing Tracer – páncéltörő nyomjelző) lövedékkel és 350-400 lövés/perc tűzgyorsasággal, valamint egy 7,62 mm-es PKT géppuska 2000 lövedékkel, mind koaxiálisan a toronyba szerelve. A fő löveg −5° és +60°Függőleges szögtartományban állítható. A páncéltest elejébe további két darab 7,62 mm-es PKT géppuska került egyenként 2000 darab lőszerrel. A BMP–3 a 9K116–3 irányított páncéltörő rakétával képes 5000-6000 méteres távolságra lévő célpontok leküzdésére is. Hagyományos lőszerrel, mint a 3OF32 repesz-romboló lövedék, a 2A70 ágyú lőtávolsága 4000 méter.

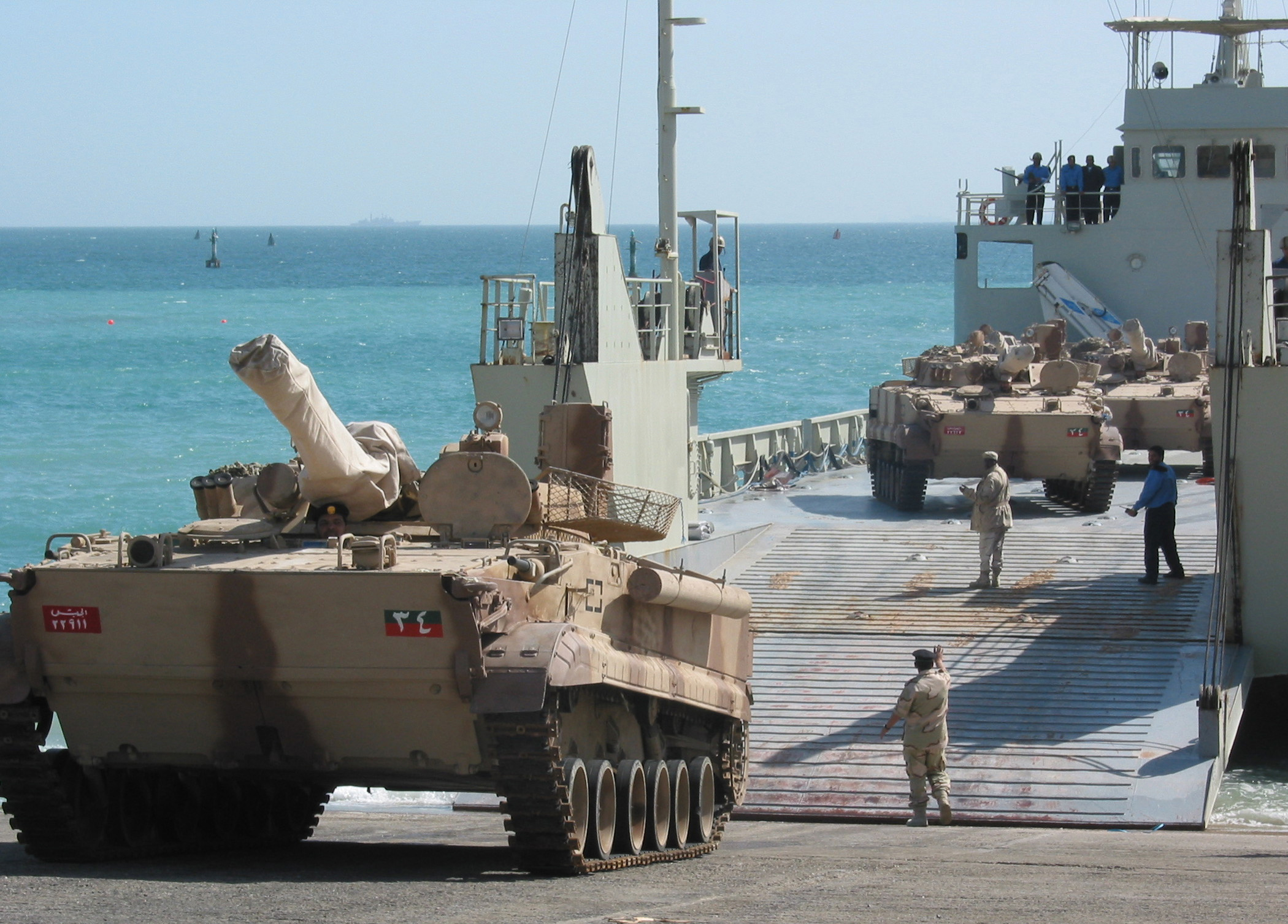
Az Egyesült Arab Emírségek egyik BMP–3 harcjárműve „Namut” hőképalkotó irányzékkal ellátva

A gyártó weboldala szerint minden fegyvert ugyanolyan hatékonysággal lehet kilőni álló helyzetből, menet közben és a vízen is. A mozgó célpontok rakétákkal történő eltalálásának képességét sikeresen demonstrálták az Egyesült Arab Emírségekben 1991-ben tartott versenyértékelések során.
A torony a 2K23 rendszerrel van felszerelve, amely egy 22 töltényt tartalmazó automata töltőből (a maradék 18 töltényt a páncéltestben tárolják), 1V539 ballisztikai számítógépből, keresztszél-érzékelőből, 2E52–2 stabilizáló rendszerből, 1D16–3 lézeres távolságmérőből, 1K13–2 tüzérségi célzókészülék/irányítóberendezésből, egy PPB–1 tüzérségi célzóberendezésből és egy OU–5–1 IR keresőfényszóróból áll. Opcionális automatikus töltő a páncéltörő rakétákhoz is rendelkezésre áll. A parancsnok rendelkezik egy 1PZ–10 kombinált optikai irányzékkal, egy TKN–3MB nappali/éjjeli irányzó készülékkel és egy infravörös OU–3GA2 keresőfényszóróval.
2005 óta a BMP–3 a fehéroroszországi „Peleng” Joint Stock Company új tűzvezető rendszerével is felszerelhető. Ez egy SZOZH–M irányzékból áll, integrált lézeres távolságmérővel és rakétairányító csatornával, egy Veszna–K célzórendszerrel, hőkamerával és ASZT–B automatikus célkövetővel, egy fegyverzetstabilizáló rendszerrel, egy ballisztikai számítógéppel, adatbeviteli érzékelőkkel és egy PL–1 infravörös lézerprojektorral. 2017 óta a BMP–3 az oroszországi Vologda optikai-mechanikai gyár új tűzvezető rendszerével van felszerelve. Ez egy Szodema kétsíkú stabilizált fegyverirányzékból áll, integrált lézeres távolságmérővel és rakétairányító csatornával, valamint egy SZOZH–M hőkamerával.
Az alapfelszereltséghez tartozik öt lőrés a hozzá tartozó blokkokkal, egy R–173 adó-vevő, egy R–173P vevő, egy GO–27 sugárzás- és vegyi anyag detektor, egy FVU szűrőrendszer, egy automatikus tűzoltó készülék és hat 902V „Tucsa–2” 81 mm-es füstgránátvető.
A BMP–3M-et Bahcsa–U toronnyal szerelték fel, amely az eredeti BMP–3 toronyhoz hasonló fegyverzettel rendelkezik, de új kétcsatornás FLIR fegyverirányzékkal, parancsnoki panoráma hőkamerával, függőleges tárolású szállítószalaggal, új automata töltővel és új célzórendszerrel. A torony erősebb páncélzattal és kéttengelyes stabilizátorral is rendelkezik.
A BMP–3 tornyát felszerelték a Patria páncélozott moduláris járműre és a török-emirátus RABDAN 8×8-as gyalogsági harcjárműre.
2017 augusztusában bemutattak egy BMP–3M-et, amely a standard toronyra szerelt új távirányítású fegyverállványt kapott, ami két 9M120 Ataka (AT–9 Spiral–2) irányított páncéltörő rakétát hordoz.
2018 júniusában az orosz védelmi minisztérium bejelentette, hogy a BMP–3-asokat felszerelik az AU–220M harci modullal, amely 57 mm-es ágyúval van felszerelve. A modul 80 lövedéket képes szállítani és percenként 80 lövést leadni, beleértve az air burst, nagy erejű robbanó-, repesz-, páncéltörő és irányított lőszereket, maximális lőtávolsága 14,5 km, és még a harckocsik oldalpáncélzatát is képes átütni..

### Mozgékonyság
A jármű szokatlan elrendezésű. A motor a jármű hátuljában, jobbra található (ellentétben a legtöbb gyalogsági harcjárművel, amelyeknél a motor a járműtest elejében helyezkedik el). Ennek eredményeképpen a vezető a járműtest elejében (középen) ül, két gyalogos katonával együtt (egy-egy a vezető mindkét oldalán). A járműnek dupla padlólemeze van és a motor a kettő között helyezkedik el (a katonák a motor felett szállnak be/ki a járműből). A fennmaradó öt gyalogos a kétfős lövegtorony mögött helyezkedik el.
A korai modelleket egy 450 lóerős UTD–29-es motor hajtotta, de a legtöbb BMP–3-at már az 500 lóerős UTD–29M változattal szerelték fel. A motort a barnauli Transzmas dízelmotorgyárban fejlesztették ki. A BMP–3 hatótávolsága 600 km, működési magassága 3000 m-ig terjed, és vonaton, teherautón, tengeren és levegőben is szállítható. A BMP–3 motorja négyütemű, folyadékhűtéses dízelmotor. A sebességváltó egy négyfokozatú hidromechanikus erőátviteli egység, a vízsugárhajtóművekre történő erőátvitellel. A felfüggesztés független, torziós rúddal és hat hidraulikus lengéscsillapítóval. A kormányzás hidrosztatikus meghajtású differenciálművel történik. A láncfeszítő mechanizmust a vezetőfülkéből távolról vezérlik, a feszítőerő kijelzésével. A vízsugaras meghajtóegység egyfokozatú, axiális, csigás típusú.

### Védelem
A harcjárműtest és a torony nagyszilárdságú alumíniumötvözetből készült, a test eleje egy plusz acéllemezzel van ellátva, amelyet ráhegesztettek. A torony szintén vastag, acélból készült üreges páncélzattal van ellátva az elülső ívén. A jármű elülső páncélzata védett a 30 mm-es lövedékek ellen 200 méteres távolság felett. A „kemény” védelem mellett a BMP–3 önzáró üzemanyagtartálya a vezető előtt, közvetlenül az elülső páncélzat mögött helyezkedik el. Ezt speciálisan úgy alakították ki, hogy páncélként is funkcionál, és hatásos az kumulatív robbanófejek, valamint az elülső páncélzaton áthatolt gépágyúlövedékek ellen.
A BMP–3 kipufogócsövekbe üzemanyagot fecskendezve képes füstfüggönyt létrehozni. Alapfelszereltség része egy vegyi anyag érzékelő, egy FVU szűrőrendszer, egy automata tűzoltó berendezés és hat darab 902V „Tucsa–2” 81 mm-es füstgránátvető.
Jelenleg legalább két különböző reaktív páncélkészlet áll rendelkezésre, amelyek a BMP–3-nak védelmet nyújtanak a kevésbé fejlett rakétahajtású gránátokkal szemben. Az egyik a Kaktusz ERA-készlet, ami egyedi kialakítással rendelkezik, amely detonációkor minimális akusztikus és kinetikus visszahatást kelt a mögötte lévő páncélzatra, így biztosítva, hogy az ERA-blokk lökéshullámai ne okozzanak kárt a bennülőkben. Az ERA blokkok a detonáció után teljesen szétesnek. A Kurganmaszavod szerint a BMP–3 további oldalsó páncéllemezekkel is felszerelhető, amelyek képesek ellenállni a .50 kaliberű páncéltörő lövedékeknek merőlegesen, közelről. Ezek a BMP–3-nak további oldalsó védelmet nyújtanak a gépágyúk tüzével szemben is.
A BMP–3 képes továbbá egy Stora–1 elektro-optikai zavaró berendezés hordozására, amely megzavarja a félautomata, látóirányba irányított páncéltörő rakéták, lézeres távolságmérő és célmegjelölők működését. A Stora egy soft-kill, azaz passzív elhárító rendszer.
A jármű szabványos tömege 18,7 tonna. Ha további páncélzattal (fém páncéllemez és Kaktusz reaktív páncélzat) szerelik fel súlya eléri a 22,2 tonnát. A harckocsitest oldalról és felülről zárt. Ilyen felszerelésben védett a 12,7 mm-es géppuska lövedékek ellen 100–200 m-es távolságban.

## Harctéri alkalmazás

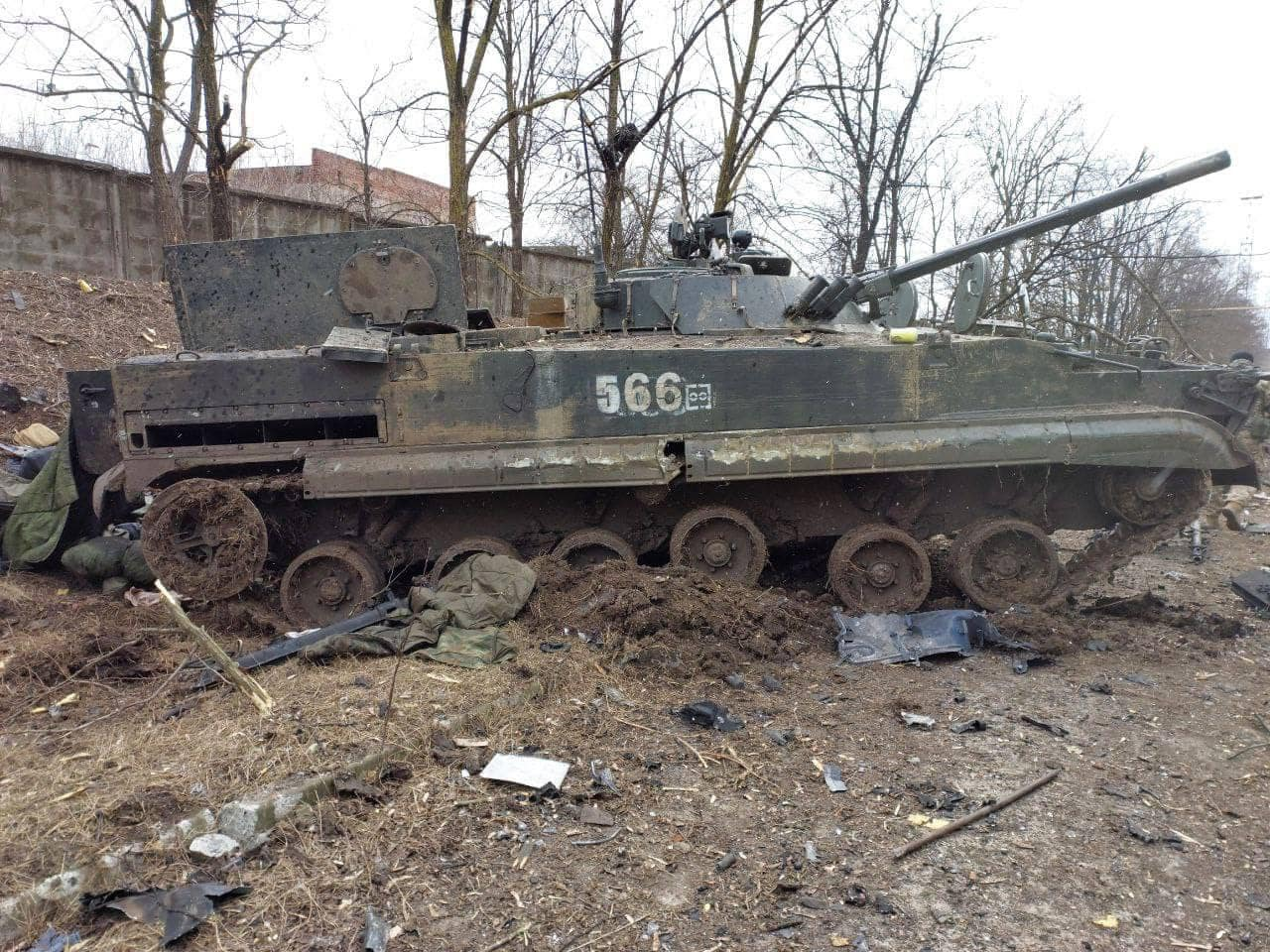
Egy elhagyott orosz BMP―3 a 2022-es ukrajnai invázió során

### Első csecsen háború
A BMP–3 bevetésre került az orosz fegyveres erők kötelékében az első csecsen háború alatt.

### Koszovó
2000-ben a koszovói háború során az Egyesült Arab Emírségek békefenntartó hadműveletekben bevetettek néhány BMP–3-ast.

### Szaúd-Arábia jemeni beavatkozása
A BMP–3 katonai bevetésre került az Emirátus alakulataival Jemenben, ahol jelenleg is használatban vannak.

### 2022-es Ukrajna elleni orosz invázió
Az orosz haderő bevetette a BMP–3 gyalogsági harcjárművet Ukrajna elleni inváziója során. 2022. szeptember 25-ig igazoltan legalább 140 darab orosz BMP–3 harcjárművet semmisítettek meg vagy zsákmányoltak az ukrán erők.

## Típusváltozatok
- BMP–3 – alapváltozat[36]

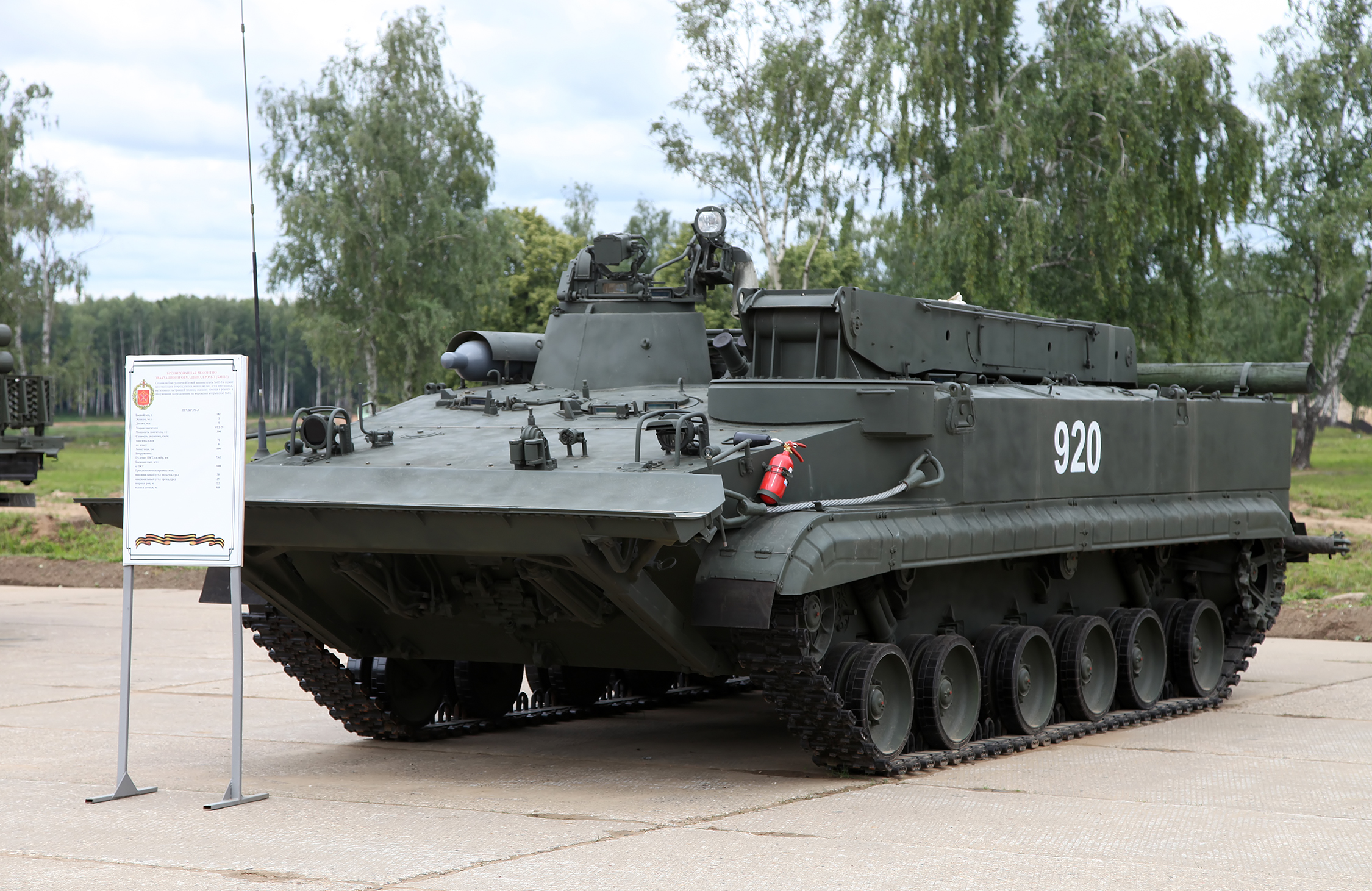
Az orosz hadsereg BREM–L „Beglianka” járműve

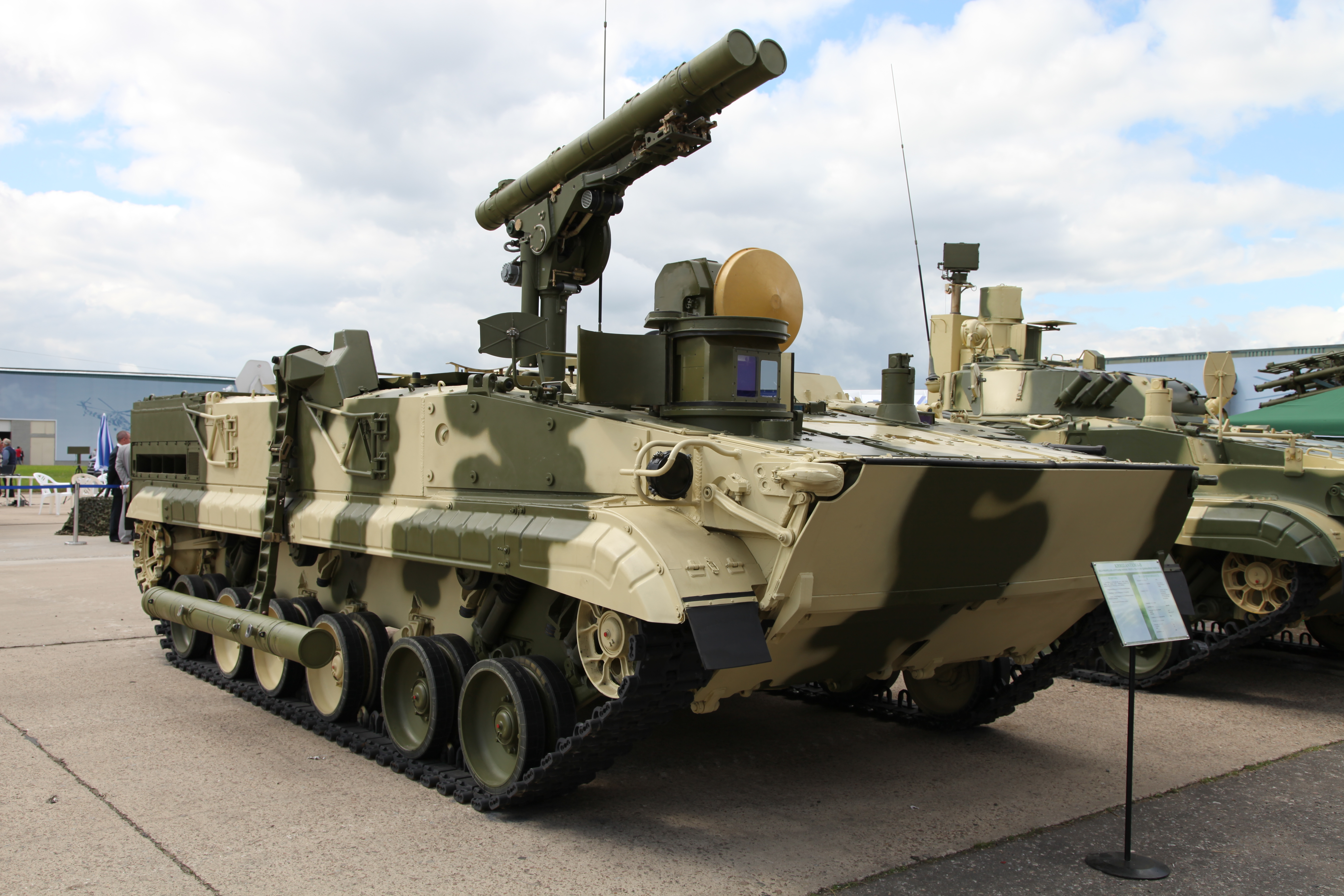
9P157–2 Hrizantyema–SZ

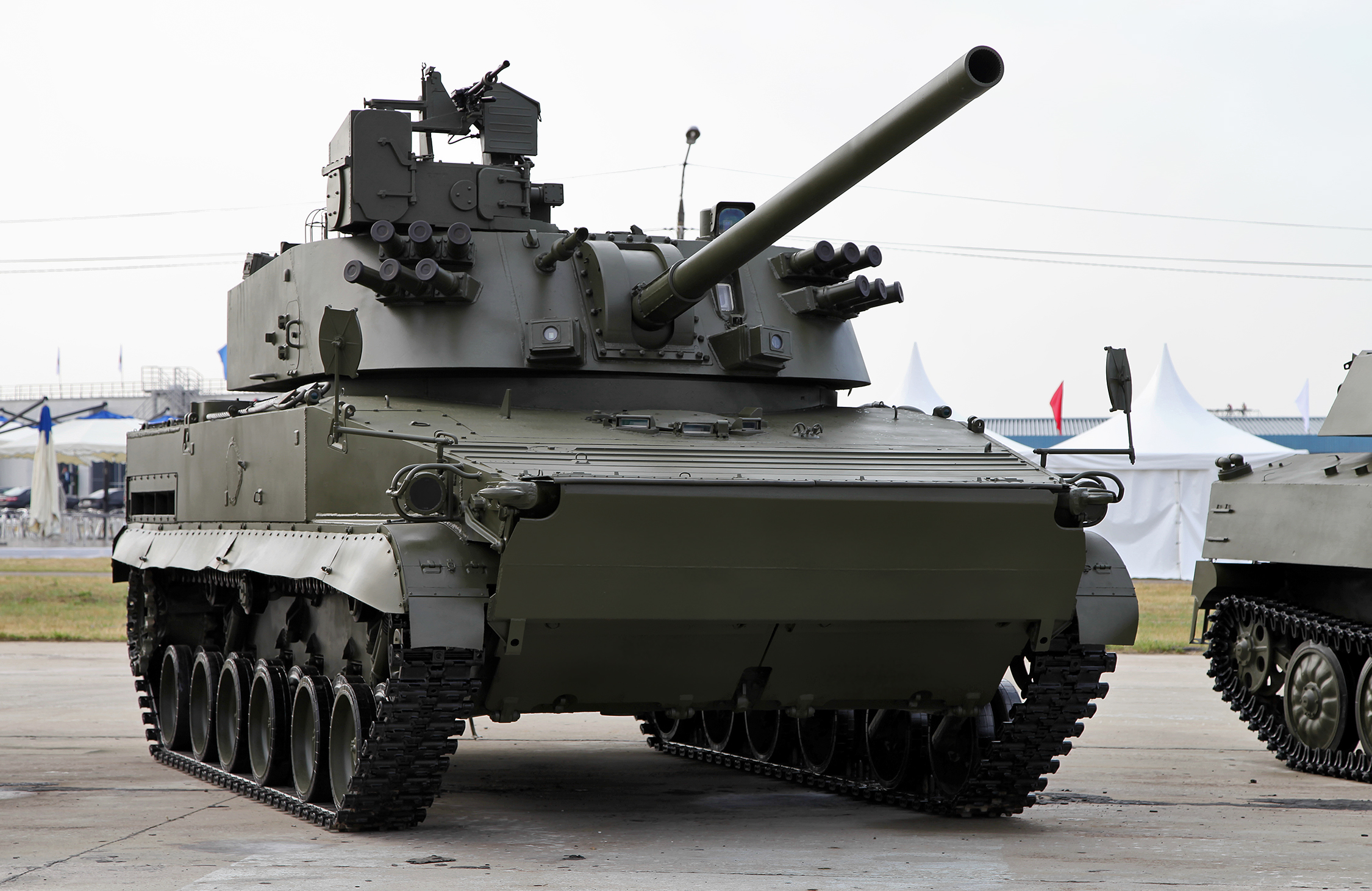
2SZ31 Vena önjáró aknavető

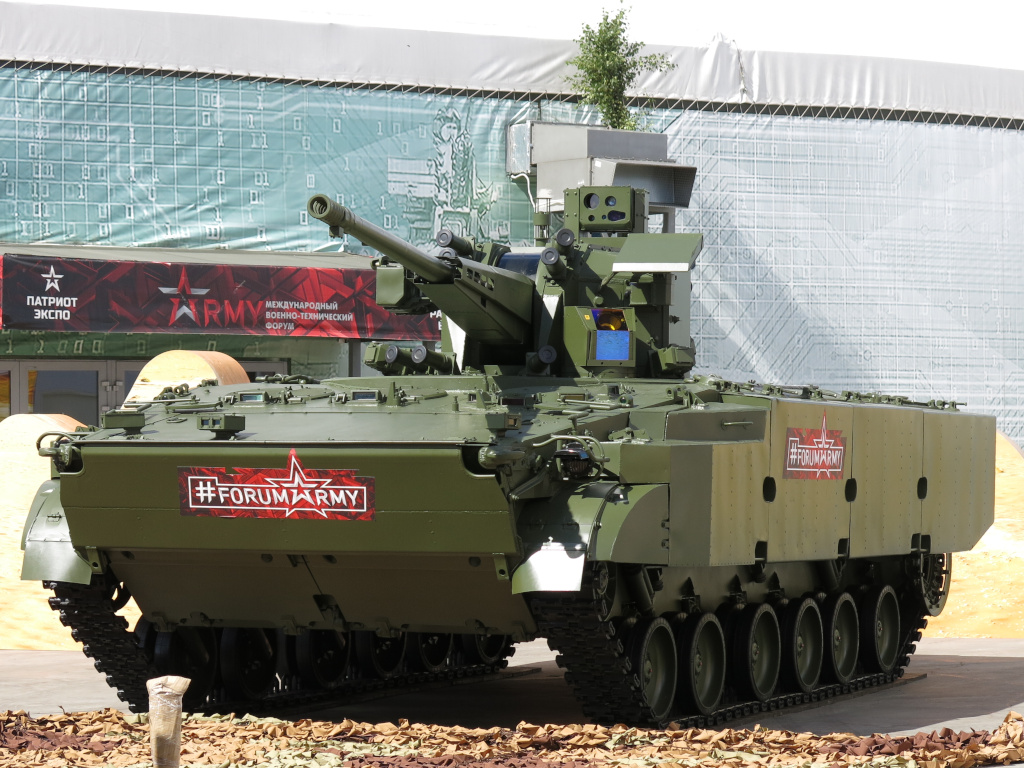
2SZ38 BMP–3 Derivacija–PVO

- BMP–3M – a KBP és a Kurganmaszavod által továbbfejlesztett járművek új motorral és toronnyal, illetve új 9K116–3 jelű irányított páncéltörő rakétával. Az új Bahcsa–U torony új automatikus tűzvezető rendszerrel és ballisztikai számítógéppel, SZOZH irányzékkal és lézeres távolságmérővel, illetve a páncéltörő rakétához irányító rendszerrel, hőképalkotóval, a parancsnok számára TKN–AI figyelőműszerrel és infravörös sugárvetővel, a páncéltörő rakéták számára új töltőberendezéssel van ellátva.[37][38] A BMP–3M többféle lőszer kilövéséra alkalmas, mint az új 100 mm-es lézervezérlésű töltetek, 100 mm-es HE-FRAG (high explosive fragmentation – nagy robbanóerejű-repesz) lövedékek és 30 mm-es APDS (armour piercing discarding sabot – leválóköpenyes páncéltörő lőszer) lövedékek. Kiegészítő páncélzata ellenáll az 50 métertől nagyobb távolságról kilőtt 12,7 mm-es páncéltörő lövedékeknek. Opcióként felszerelhető reaktív páncélzattal is. Az új továbbfejlesztett UTD–32 motor 660 LE teljesítményű.[39] Az M modellen belül több alváltozat is ismert, melyek között van, amit kiegészítő páncélzattal láttak el, van „Arena–E” vagy „Stora–1” aktív védelmi rendszerrel, illetve légkondicionálóval ellátott változat is.[40]
- BMP–3M Ataka – BMP–3M kétfős toronnyal, amely egy 30 mm-es 2A72 gépágyúval és 9M120–1 Ataka irányított páncéltörő rakétával van felszerelve.[24]
- BMMP – a tengerészgyalogság számára készített változat a BMP–2 lövegtornyával.
- BMP–3K – parancsnoki változat, melyet elláttak egy R–173 rádióval, hét fő részére belső kommunikációs rendszerrel, egy AB–R28 független hordozható erőforrással, TNA–4–6 navigációs berendezéssel. A BMP–3K változatból hiányoznak a homlokgéppuskák, az antennák pedig a járműtest hátsó részére vannak rögzítve. Személyzete 3+3 főből áll.[41]
- BMP–3F – A szabványos 2K23 toronnyal ellátott változat. Kifejezetten tengeri bevetésekre optimalizált változat javított tengerállósággal és úszóképességgel. Az alap modellhez képest javították az úszóképességet és a vízfelszíni stabilitást. A vízsugárhajtómű 10 km/h sebességre képes. Tervezete lehetővé teszi hogy rossz tengeri körülmények között is partra jusson, illetve azonos típusú járműveket vontasson. Egy új fő irányzék, a SZOZH, beépített lézeres távolságmérővel és új irányított páncéltörő rakéta irányítórendszer került beépítésre. Ez a változat hét órán keresztül képes folyamatosan kétéltű feladatokat végrehajtani járó motorral.[42][43][44]
- BT–3F – BMP–3F-en alapuló kétéltű változat egy kisebb, távirányított fegyvertoronnyal, amelybe egy 7,62 mm-es, 12,7 mm-es vagy 14,5 mm-es géppuskát rakhatnak. Személyzete a parancsnokból, járművezetőből és irányzóból áll, rajtuk kívül 14 katonát szállíthat. Opcionálisan felszerelhető reaktív páncélzattal.[45][46]
- BRM–3K „Rysz” (Ob. 501) – megfigyelő és felderítő változat 1PN71 hőképalkotó irányzékkal (3,7×/11×, 3 km hatótávolság), 1PN61 éjjellátó készülékkel (3 km hatótávolság), 1RL–133–1 („TALL MIKE”) I hullámhosszú megfigyelő radarral (3 km élőerő, 12 km jármű), 1V520 számítógéppel és egy TNA–4–6 navigációs rendszerrel. Fegyverzete egy stabilizált 30 mm-es 2A72 gépágyúból (600 lövedék) és egy löveggel párhuzamosított 7,62 mm-es géppuskából (2000 lövedék) vagy egy AU–220M Bajkál távirányított fegyvertoronyból áll, benne egy 57 mm-es BM–57 gépágyúval és egy 7,62 mm-es PKMT géppuskával.[47] Súlya 19 t, személyzete 6 fő.[48] Nagyobb számú gyártását Oroszország 1993-ban kezdte.[49][50]
- BMP–3 Dragoon – Új gyalogsági harcjármű változat távirányított toronnyal, melyet különféle modulokkal lehet felszerelni: alap BMP–3 Bahcsa–U torony 100 mm-es 2A70 löveggel, 30 mm-es 2A72 gépágyúval és 7,62 mm-es PKMT géppuskával; AU–220M Bajkál távirányított fegyvertorony 57 mm-es BM–57 löveggel vagy 125 mm-es 2A82–1M harckocsiágyúval, új 816 lóerős turbófeltöltős UTD–32T motorral, melyet a jármű elejében helyeztek el, a jármű hátuljára pedig egy hidraulikus rámpát építettek be. Jelentések alapján a jármű csapatpróbája 2017 októberében fejeződött be.[51][52]
- BREM–L „Beglianka” (Ob. 691) – Páncélozott harckocsimentő egy öt tonnás daruval és egy 20/40 tonnás csörlővel.[53][54][55]
- BMP–3 Hrizantyema–SZ (9P157–2) – Önjáró páncéltörő rakéta indító változata a 9M123 Hrizantyema (AT–15) irányított páncéltörő rakétának, melyet radarral és lézeres irányítórendszerrel láttak el.[56] A 9P157–2 két darab 9M123 rakétát hordoz az indítósíneken, melyet tüzelés előtt a járműből kitolnak. Tüzelés után a jármű automatikusan újratölti a rakétákat egy 15 rakéta befogadására képes belső tárolóból (a rakétákat lezárt tartályokban tárolják és szállítják) és képes a járművön kívülről kézzel betöltött lőszerek fogadására is. A gyártó állítása szerint három 9P157–2 képes 14 támadó harckocsit megtámadni és a támadó erő legalább hatvan százalékát megsemmisíteni. A kettős irányítórendszer biztosítja az elektronikus ellenintézkedésekkel szembeni védelmet és a működést minden időjárási körülmények között, nappal és éjszaka egyaránt. Minden 9P157–2 legénysége (lövész és vezető) számára biztosított az ABC-fegyverek (Atom, Biológiai, Vegyi) elleni védelem a szabványos BMP–3 alvázzal és sáncberendezéssel egyenértékű teljes páncélvédelem mellett.[57] Maga a 9M123 rakéta szuperszonikus, átlagosan 400 m/s (Mach 1,2) sebességgel repül, hatótávolsága 400 és 6000 méter között van.[58] Rendszeresítése 2005-ben történt.[59] 2012 novemberében több, mint 10 készlet új „Hrizantyema–SZ” irányított páncéltörő rakéta komplexum került a déli katonai körzet tüzérségi csapataihoz, amely felváltotta a korábbi „Sturm” komplexumot.[60] A 9P157–2 komplexumokat a tüzérség kötelékében használják.[61]
- 9P163M–1 „Kornyet–T” – A 9M133 Kornyet (AT–14) irányított páncéltörő rakéta járműre telepített változata. Egyes források 9P162 néven jelölik. A Kornyet a Hrizantyema komplexumhoz hasonló funkciót tölt be. 9P163M–1 két darab 9M133 rakétát hordoz indítósíneken, melyet a járműből emelnek ki tüzelés előtt. Tüzelés után a jármű automatikusan újratölti a rakétákat egy 16 rakéta befogadására képes belső tárolóból (a rakétákat lezárt tartályokban tárolják és szállítják).[62] ABC-fegyverek (Atom, Biológiai, Vegyi) elleni védelem biztosított a kétfős személyzet (lövész, vezető) számára a szabványos BMP–3 alvázzal egyenértékű teljes páncélvédelem mellett. A 9P163M―1 irányítórendszere lehetővé teszi két rakéta egyidejű kilövését, a rakéták különböző irányító (lézer) csatornákon működnek. Az első Kornet–T rakétahordozókat 2003-ban szállították le a Sturm–SZ leváltására, és az első, 20 darabos tétel 2012-ben állt szolgálatba. A Kornet–T-t a gépesített alakulatok használják.[63]
- 2SZ18 „Pat–SZ” (Ob. 697) – a 152 mm-es 2A61 „Pat–B” tarack önjáró változata. Mindössze egy prototípus készült. Továbbfejlesztésével hozták létre a 2SZ31 Vena önjáró aknavetőt.[64]
- DZM „Vosztorg–2” – Műszaki jármű tolólappal és markolóval. Prototípus.
- UR–07 – Aknamentesítő jármű. Nagy eséllyel az UR–77 Meteorit váltótípusa. Alváza megegyezik a BMP–3 alvázával, de a járműtest nagyobb, két indító rámpával a hátulján. A rámpákat rakéták kilövésére használják, melyek tömlő szerű aknamentesítő tölteteket húznak maguk után, azzal robbantva fel az aknamezőket.[65]
- UNS (Ob. 699) – Alváz speciális változatokhoz.[66]
- HTM – kiképzőjármű harcjármű vezetőknek.
- Hermes vagy TKB–841 – légvédelmi jármű rakétákkal és radarral. Prototípus.[67]
- 2SZ31 Vena – önjáró aknavető egy 120 mm-es aknavetővel. Sorozatgyártása 1996-ban kezdődött, rendszeresítésére 2010-ben került sor.[68][69][70]
- 2SZ38 ZAK–57 Derivacija–PVO – BMP–3 alvázon alapuló önjáró légvédelmi gépágyú, amely 57 mm-es ágyúval, valamint passzív felderítő és célkövető berendezésekkel van felszerelve.[71] Úgy tervezték, hogy pilóta nélküli légi járműveket (UAV), cirkálórakétákat, levegő-föld rakétákat, repülőgépeket, helikoptereket és MLRS rakétákat lőjön le.[72] A 2SZ38 egy TV/hőképalkotó berendezéssel, automatikus célmegjelölő és követő képességel, lézeres távolságmérővel és lézeres irányítórendszerrel van felszerelve. Az optikai és elektronikus célmegjelölő rendszer 6,4 km távolságból, a szektorális megfigyelés alkalmazásával 12 km távolságból is képes észlelni a repülőgépeket. A gépágyú elég gyors ahhoz, hogy 500 m/s (1800 km/h, Mach 1,5) sebességgel haladó célpontokat semmisítsen meg. A ZAK–57 gépágyúhoz lézer irányítású, air burst és speciális, drónok elleni lövedékek is fejlesztés alatt állnak. Az irányított lövedékeknek négy szárnya van a töltényhüvelybe hajtogatva, amelyeket a lövedék orr-részében lévő hajtómű vezérel, és a légáramlat energiáját felhasználva a cél felé irányítják magukat.[73][74][75][76][77] A tervek szerint 2022-ben fejezik be az állami csapatpróbákat.[78]
- UDAR UGV – Távirányított jármű (Unmanned Ground Vehicle) a BMP–3 alvázán. A páncéltest közepét megemelték, hogy felszerelhessék a járműre a DUBM–30 Epocs tornyot, melynek fegyverzete egy 2A42 gépágyú, egy 7,62 mm-es PKMT géppuska és Kornyet–M irányított páncéltörő rakéta.[79][80]
- Vihr UGV – Távirányított jármű (Unmanned Ground Vehicle) a BMD–3 alvázán, melyet egy kisebb toronnyal láttak el, benne egy 2A72 gépágyúval és egy lövegcsővel párhuzamosított 7,62 mm-es PKMT géppuskával, illetve Kornyet–M irányított páncéltörő rakétával, 3-3 a torony két oldalán.[81][82] Hordozhat különálló antennát és szárazföldi drónokat.[83]
- Prohod–1 – távirányítású aknamentesítő jármű a BMP–3 alapján kialakítva. A felszerelés részét képezi egy TMT–C aknakereső berendezés és egy távirányítású fegyvertorony 12,7 mm-es géppuskával.[84]
- BMP B–19 – BMP–3 harckocsitest Epocs távirányított toronnyal, amely egy 57 mm-es ágyúval, négy Kornyet–EM páncéltörő rakéta indítóval és a Bulat rakétairányító rendszerrel van felszerelve.[85]

## Üzemeltetők

### Jelenlegi üzemeltetők
- Azerbajdzsán – 100 darab BMP–3M.[86]

Az emirátusok BMP–3 gyalogsági harcjárműveinek sora egy parádén

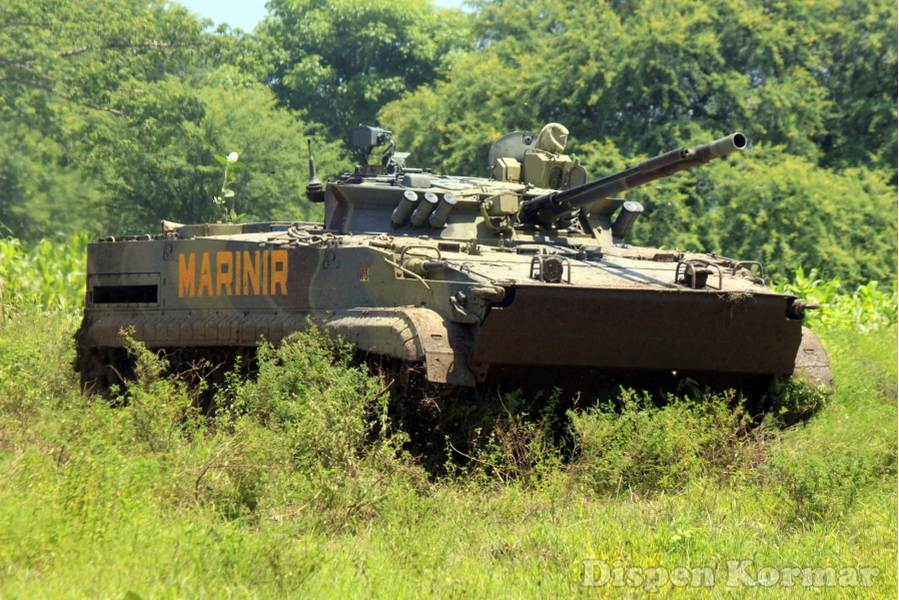
Az indonéz tengerészgyalogság BMP–3F járműve

- Ciprus – 1995-1996 között szereztek be 43 darabot.[87]
- Dél-Korea – 1996-1997 között 33 darabot, majd 2005-ben újabb 37 darabot szállítottak le orosz államadósság ellentételezéseként. Moszkva keresi a lehetőséget, hogy visszakapja a járműveket.[87][88][89]
- Egyesült Arab Emírségek – 250 darab Abu Dhabi és 402 darab Dubai[88] (ebből 391 darabot 1992-1997 között kaptak[87]) használatában „Namut” hőképalkotó irányzékkal és egyéb módosításokkal. Jelenleg modernizáció alatt moduláris „Kaktus” páncélzattal és UTD–32 motorral.[90]
- Indonézia – 54 darab BMP–3F és 1 darab BREM–L hadrendben, továbbá 2019-ben rendeltek 22 darab BMP–3F és 21 darab BT–3F típust[91] (17 darab BMP–3F érkezett 2010-ben,[92] majd 37 darab BMP–3F és 1 darab BREM–L került átadásra 2014-ben).[93][94]
- Irak – 500 darab beszerzését tervezik.[95] 2018-2022 között nagyjából 300 darab érkezése várható.
- Kuvait – 1995-1996 között 118 darab érkezett.[87][96] 2013-ban újabb rendelés,[97] melyet 2015 szeptember 30-án fejeztek be.[98] Jelenleg nagyjából 200 darab áll hadrendben.[99]
- Líbia – 14 darab 9P157–2 páncélvadász hadrendben.[100][101]
- Marokkó – 60 darab BMP–3 harcjárművet rendeltek Oroszországtól a T–72BV kiegészítésére.[102]
- Nicaragua[103]
- Oroszország – 720 darab.[104] Továbbiak megrendelése várható.[105][106] A régebbi gyártásúakat modernizálják.[107][108][109] További 200 darab a Szodema irányzékkal, illetve 168 darab javított védelemmel gyártás alatt.[110][111]
- Örményország – Az örmény hadsereg ismeretlen számú BMP–3-ast üzemeltet.[112]
- Srí Lanka – 45 darab.[113]
- Türkmenisztán – 4 darab.[114]
- Ukrajna – 4 darab hadrendben 2022 februárja előtt.[115] Az orosz invázió során további példányokat zsákmányoltak
- Venezuela – 130 darab BMP–3M, 10 darab BREM–L és néhány darab BMP–K, melyeket 2011-ben[88] rendeltek és 2012-ben vettek át.[116][117]

### Potenciális üzemeltetők
- Szaúd-Arábia – 950 darab.[95]
- Fülöp-szigetek – A tengerészgyalogság BMP–3F beszerzését tervezi.[118]

### Sikertelen szerződések
- Görögország – a görög hadsereg 450 darab BMP–3-ast rendelt 1,7 milliárd euróért, de 2011-ben törölték a megrendelést.[119]
- India – 2012-ben Oroszország felajánlotta a BMP–3 technológiai transzferjét India számára, ha törli saját 10 milliárd dolláros Futuristic Infantry Combat Vehicle (FICV) programját, de 2013 novemberében India visszautasította ezt az ajánlatot.[120][121]

## Lásd még
- ASCOD
- BMP–1
- BMP–2
- Borsuk
- ZBD–04
- Combat Vehicle 90
- M2 Bradley
- Puma (gyalogsági harcjármű)
- Lynx (gyalogsági harcjármű)
- Tulpar
- BMD–4
- BTR–T
- T–15 Armata
- Kurganyec–25
- Bumerang
- Makran

## Fordítás
- Ez a szócikk részben vagy egészben  a   BMP-3 című angol Wikipédia-szócikk ezen változatának fordításán alapul.  Az eredeti cikk szerkesztőit annak laptörténete sorolja fel. Ez a jelzés csupán a megfogalmazás eredetét és a szerzői jogokat jelzi, nem szolgál a cikkben szereplő információk forrásmegjelöléseként.